# Divizia A 2005-2006
La Divizia A 2005-2006 è stata la 87ª edizione della massima serie del campionato di calcio rumeno, disputato tra il 5 agosto 2005 e il 7 giugno 2006 e concluso con la vittoria finale della Steaua București, al suo ventitreesimo titolo e secondo consecutivo.
Capocannoniere del torneo fu Ionuț Mazilu (Sportul Studențesc), con 22 reti.

## Formula
Come nella stagione precedente le squadre partecipanti furono 16 e disputarono un turno di andata e ritorno per un totale di trenta partite.
In vista di un ampliamento del numero di club ultime due classificate retrocedettero in Divizia B a fronte di quattro promozioni.
Le qualificate alle coppe europee furono quattro: la vincente alla UEFA Champions League 2006-2007, la seconda e la vincitrice della coppa di Romania alla Coppa UEFA 2006-2007, più un'altra squadra alla Coppa Intertoto 2006.

## Classifica finale
|    | Classifica         | G  | V  | N  | P  | GF | GS | Dif | Pt |
| -- | ------------------ | -- | -- | -- | -- | -- | -- | --- | -- |
| 1  | Steaua București   | 30 | 19 | 7  | 4  | 49 | 16 | +33 | 64 |
| 2  | Rapid București    | 30 | 17 | 8  | 5  | 47 | 23 | +24 | 59 |
| 3  | Dinamo București   | 30 | 17 | 5  | 8  | 56 | 32 | +24 | 56 |
| 4  | Sportul Studențesc | 30 | 17 | 5  | 8  | 54 | 35 | +19 | 56 |
| 5  | CFR Cluj           | 30 | 14 | 8  | 8  | 36 | 27 | +9  | 50 |
| 6  | Național București | 30 | 13 | 7  | 10 | 32 | 37 | -5  | 46 |
| 7  | Farul Constanța    | 30 | 14 | 3  | 13 | 39 | 38 | +1  | 45 |
| 8  | Pol Timișoara      | 30 | 10 | 10 | 10 | 34 | 31 | +3  | 40 |
| 9  | Oțelul Galați      | 30 | 10 | 9  | 11 | 35 | 37 | -2  | 39 |
| 10 | Poli Iași          | 30 | 11 | 6  | 13 | 28 | 31 | -3  | 39 |
| 11 | Gloria Bistrița    | 30 | 11 | 6  | 13 | 27 | 34 | -7  | 39 |
| 12 | FC Argeș           | 30 | 8  | 8  | 14 | 27 | 37 | -10 | 32 |
| 13 | Jiul Petroșani     | 30 | 7  | 9  | 14 | 28 | 39 | -11 | 30 |
| 14 | FC Vaslui          | 30 | 6  | 11 | 13 | 23 | 37 | -14 | 29 |
| 15 | Pandurii Târgu Jiu | 30 | 6  | 7  | 17 | 22 | 44 | -22 | 25 |
| 16 | FCM Bacău          | 30 | 3  | 5  | 22 | 16 | 55 | -39 | 14 |

### Verdetti
- Steaua București Campione di Romania 2005-06.
- Sportul Studențesc e FCM Bacău retrocesse in Divizia B.

### Qualificazioni alle Coppe europee
- UEFA Champions League 2006-2007: Steaua București ammesso al secondo turno preliminare.
- Coppa UEFA 2006-2007: Dinamo București e Rapid București ammesse al primo turno preliminare.
- Coppa Intertoto 2006: Farul Constanța ammesso al primo turno.